# Sleeping with the Enemy
«Sleeping with the Enemy» (рус. В постели с врагом) — третья серия шестнадцатого сезона мультсериала «Симпсоны». Премьера состоялась 21 ноября 2004 года.

## Сюжет
Друзья Лизы в школе дразнят её из-за больших ягодиц, в результате чего она стала стесняться своего веса. Гомер только делает хуже, когда он рассказывает ей о большом «заде Симпсонов», который есть у всех членов семьи. В это время Барт приносит домой тест по географии с оценкой 100, с нетерпением ожидая вечеринку, которая была обещана ему за это. Гомер не верит в честность Барта, после чего Симпсоны посещают миссис Крабаппл, которая признаётся, что она забыла сложить карту во время теста, поэтому все в классе (в том числе и Барт) получили 100. Барт получает свою «вечеринку», в которой принимают участие тети Пэтти и Сельма, Дедушка (спящий в кресле), бабушка Бувье, Ральф, Мартин, а также Милхаус по громкой связи из-за кори. Барт говорит, что это худшая вечеринка в его жизни и, что ещё хуже, Лиза убегает плакать в свою комнату, когда Мардж предлагает ей большой кусок пирога.
Мардж считает, что её дети её больше не ценят, поэтому, когда она видит, что Нельсон ест головастиков из фонтана в парке, она решает стать материнской фигурой в его жизни и проводит время с ним. Она приводит Нельсона домой и платит ему за некоторые хлопоты. Мать Нельсона видит это и говорит, что не хочет от Мардж никакой «благотворительности». Вечером того же дня мама Нельсона покинула город, и Нельсон решает остаться с Симпсонами. Мардж позволяет ему спать в комнате Барта, заставляя Барта спать на полу, под его кроватью.
Однажды поздно вечером Нельсон поет о своём давно потерянном отце, в то время как Лиза, не в силах больше терпеть голода, ест весь торт в честь День труда, который был испечен специально для Ленни. На следующий день Нельсон помогает Лизе отомстить Шерри и Терри за их дразнилки, используя скунса. Обе близняшки в ужасе и убегают крича. Когда Лиза и Нельсон возвращаются домой, они находят отца Нельсона, которого Барт нашёл в шоу уродов в цирке. Оказывается, папа Нельсона действительно пошел в магазин «На скорую руку» (о чём Нельсон неоднократно заявлял в ранних сериях), где он получил серьезную аллергическую реакцию, съев шоколад, полный арахиса. Так совпало, что цирк сделал остановку на стоянке магазина, и нашёл отца Нельсона, думая, что он — наполовину человек, наполовину обезьяна. Мать Нельсона, наконец, возвращается из Голливуда и получает ведущую роль в Макбете, играя Леди Макбет. По завершении этого эпизода Нельсон любезно благодарит Барта за нахождение своего отца и возвращается жить со своей семьёй, и Гомер заявляет, что все возвратилось на круги своя. Тем не менее, Лиза говорит Гомеру, что до сих пор думает, что у неё попа слишком толстая и она никогда не прекратит корректировать образ её тела.

## Культурные отсылки
- Название является отсылкой на фильм 1991 года «В постели с врагом».
- Песня, которую все поют, когда Шерри и Терри увидели скунса в их коробке для завтрака (за исключением Шерри и Терри, так как их преследовал скунс), является пародией на Jingle Bells.
- Водяной знак, который говорит «Только ты можешь предотвратить мошенничество», отсылает к известной цитате Медведя Смоки.